# Bithoracochaeta leucoprocta
Bithoracochaeta leucoprocta is een vliegensoort uit de familie van de echte vliegen (Muscidae). De wetenschappelijke naam van de soort zijn voor het eerst geldig gepubliceerd in 1830 door Wiedemann als Anthomyia leucoprocta.